# هاينريش فون سيبولد
هاينريش فون سيبولد (بالألمانية: Heinrich von Siebold)‏ (و. 1852 – 1908 م) هو عالم إنسان، ولغوي، ومترجم، وجمع العملات نمساوي، ولد في بوبارد، توفي عن عمر يناهز 56 عاماً.